# Khoudir Aggoune
Khoudir Aggoune, född 5 januari 1981, är en algerisk friidrottare. Han deltog vid olympiska sommarspelen 2004 och olympiska sommarspelen 2008.